# Zum roten Bären

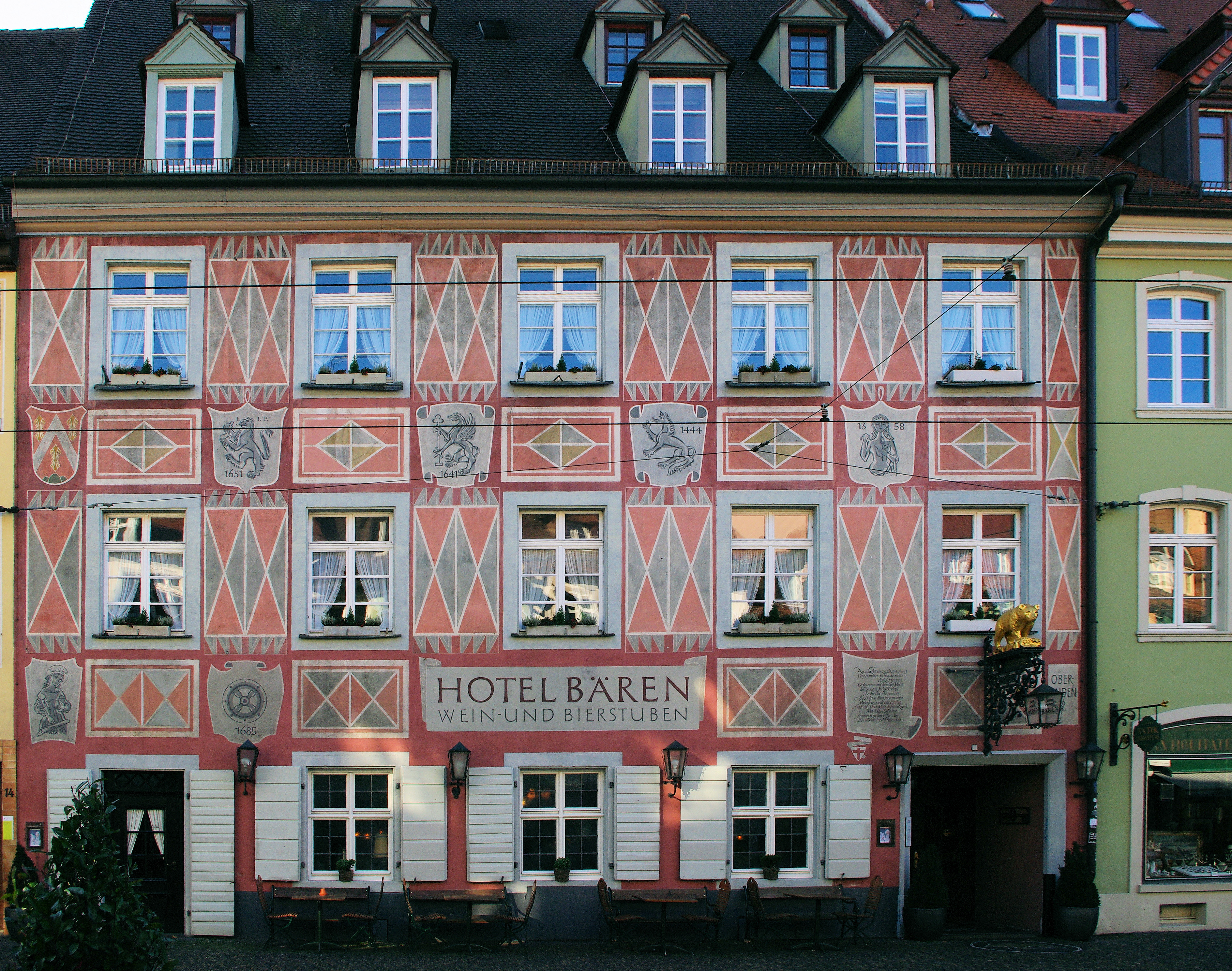
Gasthaus zum roten Bären

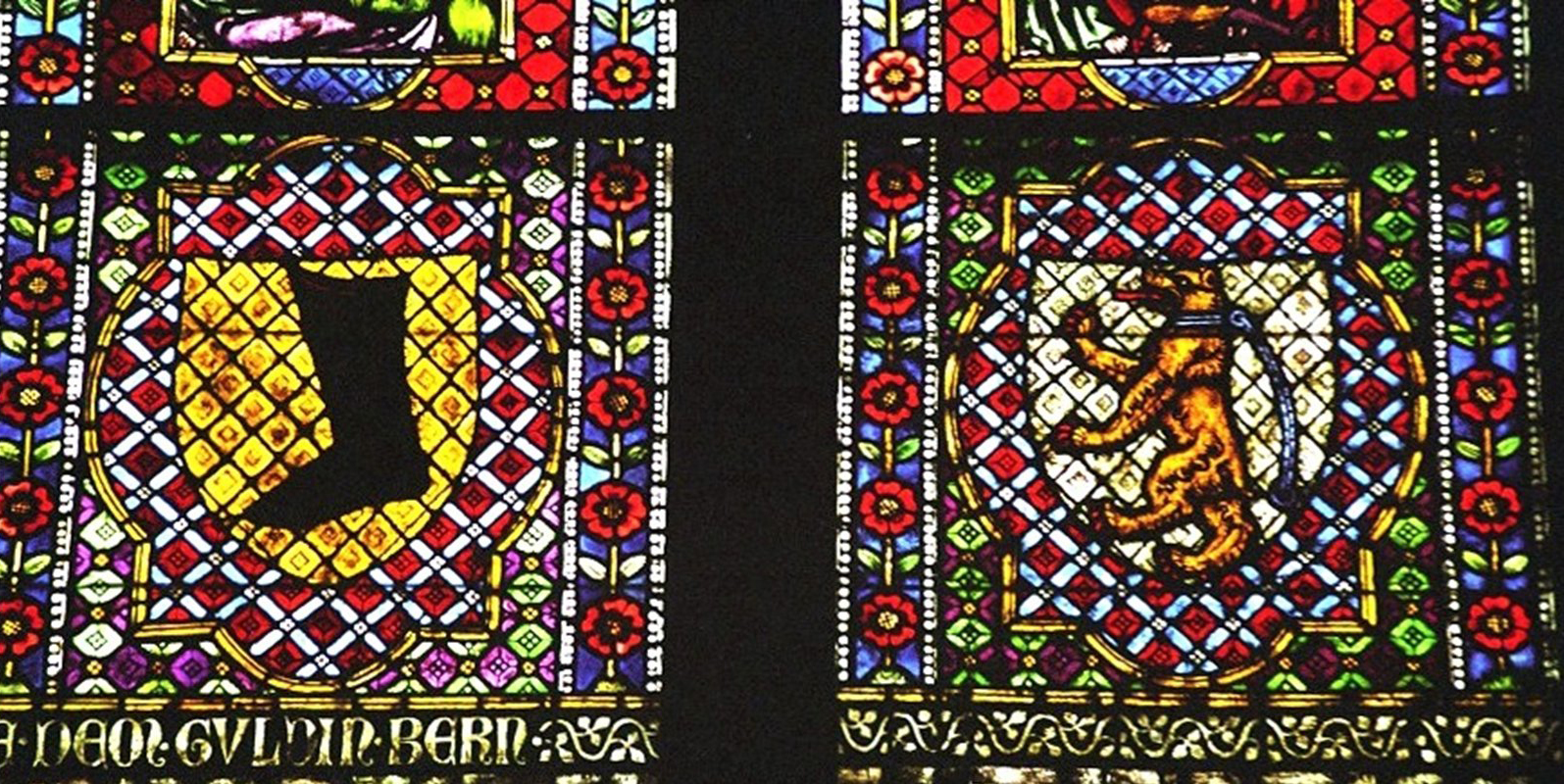
Ausschnitt aus dem Schusterfenster im Freiburger Münster mit dem goldenen Bären

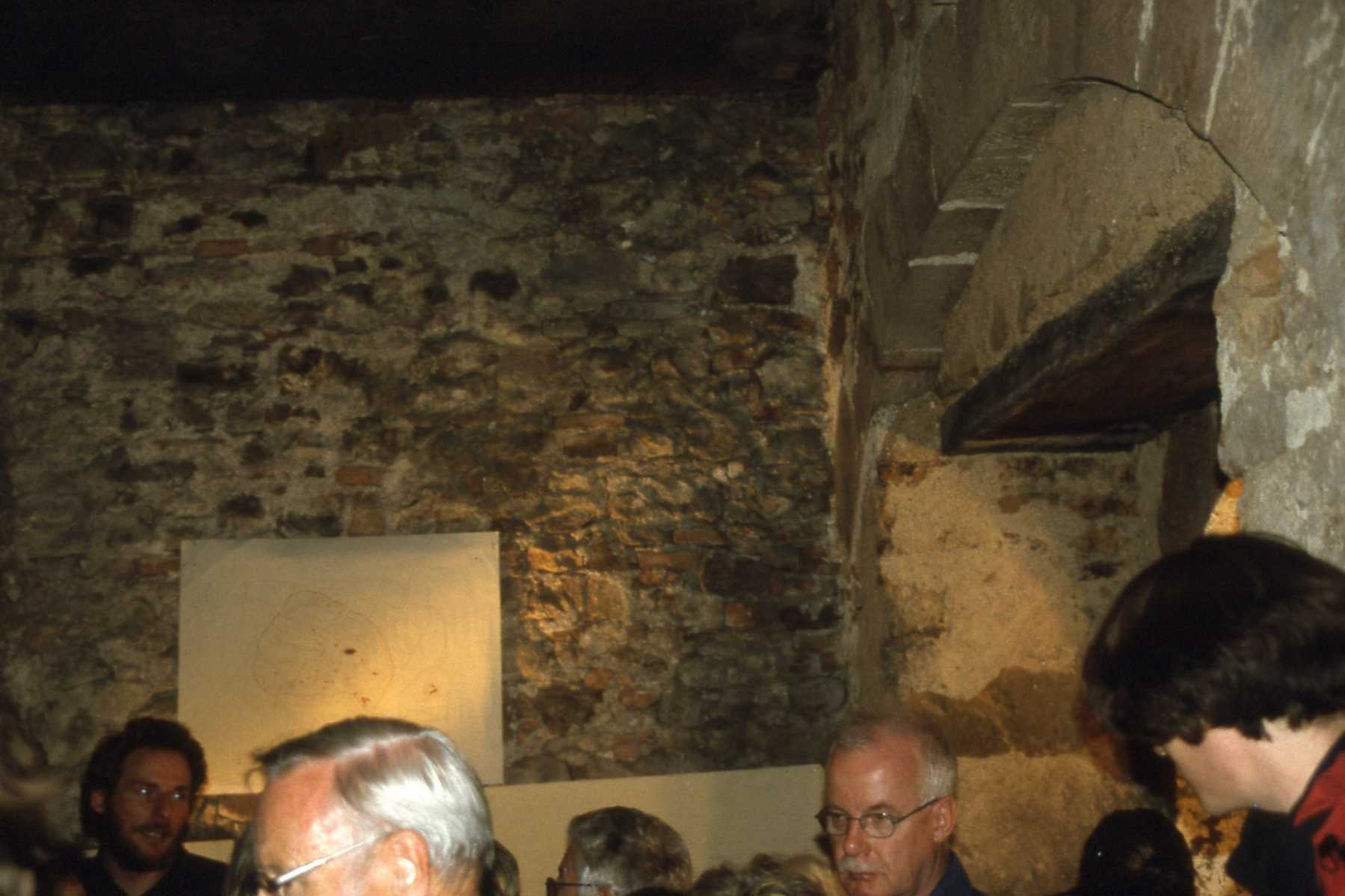
Mittelalterliches Gemäuer im Keller

Zum roten Bären in Freiburg im Breisgau ist nach eigenen Angaben eines der ältesten Gasthäuser Deutschlands, dies ergibt sich aus Forschungen des Freiburger Stadtchronisten Wilhelm Fladt. Das Gebäude selbst ist eines der ältesten der Stadt und stammt noch aus der Gründungszeit. Es steht am Platz Oberlinden in der Nähe des Schwabentors. Die Liste der Namen der über 50 Bärenwirte lässt sich zurückverfolgen bis in das Jahr 1311 und beginnt mit dem Wirt Hanmann Bienger. Den Titel „Ältestes Gasthaus in Deutschland“ beanspruchen neben dem Roten Bären auch noch die Herberge zum Löwen in Seelbach und Zum Riesen im unterfränkischen Miltenberg.
Der Platz Oberlinden mit dem Brunnen, dem Lindenbaum (von 1729) und dem Gasthaus zum roten Bären steht mit den anderen historischen Gebäuden der Altstadt unter Denkmalschutz. Als Begründung wird angeführt, dass dies eines der eigentümlichsten und unversehrtesten Altstadtbilder Deutschlands sei. Das Aushängeschild der Gaststätte schmückt ein goldener Bär. Laut Grimms Wörterbuch hatte das Wort „rot“ eine besondere Bedeutung im Mittelalter: „gold, kupfer, edelsteine und andere mineralien werden häufig rot genannt. rotes gold ist in der dichterischen sprache eine äuszerst beliebte wendung.“

## Geschichte
Die Fundamente des Gebäudes sind nachgewiesen bis vor die Stadtgründung um 1120. Sie gehören zum Herrenhaus des ehemaligen Grafenhofes der Zähringer. Das Herrenhaus lag in der Siedlung von der aus Berthold III. um 1090 die Burg auf dem Schlossberg errichten ließ. Der dreistöckige Keller ist bis heute mit seinen Arkaden und Pfeilern sowie den gewachsenen Böden erhalten. Diesen kann man im Eingangsbereich des Hauses durch eine Glasscheibe im Boden betrachten.
Die Nutzung als Gasthaus ist bis ins 12. Jahrhundert nachweisbar. Damals war das Haus rot, so wussten auch die Analphabeten, das hier die Ware sicher gelagert und Kost und Logis möglich war. Die Bedeutung dieser Wirtschaft ist an den nachgewiesenen Stallungen für ca. 200 Pferde und den zahlreichen Schmieden abzulesen.
Im Jahre 1744 schleiften die Franzosen die Vauban'schen Festungsanlagen. Auch das Wirtshaus – da in der Nähe zur Stadtmauer – wurde dabei in Mitleidenschaft gezogen. Die damaligen Wirte – Familie Strohmeyer – wurde von den Franzosen wie auch andere Bürger großzügig entschädigt. Mit Hilfe dieses Geldes wurde das romanisch-gotische Arkadenhaus abgerissen und durch das heutige barocke Gebäude ersetzt.
Der erste schriftlich nachgewiesene Wirt ist Hanmann Bienger (der Ältere). Er wird im Jahre 1311 in einer Grundbuchurkunde des Klosters Adelhausen als Zeuge benannt. Bis 1406 bewirtete die Familie Bienger urkundlich belegt den Bären. So wird zum Beispiel die dritte Generation – ebenfalls ein Hanmann – am 13. März 1387 in einer Gerichtsurkunde erwähnt als „Würt ze dem roten Bern“. Viele der Wirte waren auch Gerichts- und Ratsherren der Stadt, oftmals auch Zunftmeister. So war der Bär auch lange Zeit das Zunfthaus der Schuster, dies ist im Fenster der Schusterzunft im Freiburger Münster zu sehen.
Zum Kolorit des Hauses zählt der am 7. Januar 1727 begonnene, fast neunmonatige unfreiwillige Arrest des Salpetersieders und Innungsmeisters Johann Albiez aus Buch (Albbruck) im heutigen Hotzenwald. Als betont christlicher, aufrechter und eigensinniger Bauernrebell führte er mit seinen Anhängern die Salpetererunruhen in der ersten Hälfte des 18. Jahrhunderts gegen die Obrigkeit an. Dem damaligen Bärenwirt, Johannes Strohmeier, wurde am 4. November 1727 von den in Dogern versammelten Einigungsmeistern der bäuerlichen Selbstverwaltung mitgeteilt, dass ihm alle Unterbringungskosten des Arrestierten „bey Heller und pfennig“ von der Grafschaft erstattet würden. Im September 1727 starb Albiez im Gasthof.
Anfang 2012 wurde im Keller des Gasthauses eine Holzsäule saniert, die aus dem Jahr 1263 stammen soll und damit älter wäre als der älteste Balken im Freiburger Münster.
Nach 52 Jahren übergab Monika Hansen 2017 das Haus an Christoph Glück und Christian Böhler, die es gemeinsam mit zwei Kompagnons kauften. 20 Beschäftigte sowie drei bis vier Auszubildende arbeiten dort (Stand März 2019). Nach der Übernahme wurden Eingang und Gaststube behutsam, anhand von alten Fotos renoviert. Ziel ist, wieder mehr die Freiburger anzusprechen, auch für Stammtisch, Familienfeiern und Konferenzen, die im Oberlindensaal im Obergeschoss abgehalten werden können. Des Weiteren sollen die 25 Hotelzimmer modernisiert werden.